# Associação Desportiva Comunitária Bravolândia
A Associação Desportiva Comunitária Bravolândia mais conhecida como Bravolândia é um clube de futebol amador da cidade de Serra Preta na Bahia, é um dos clubes mais tradicionais da cidade.
O clube foi fundado em 1974. Suas cores são o vermelho e o branco e por isso é chamado de Alvirrubro e Bravox. O time manda seus jogos no Estádio José Oliveira Leite com capacidade para 2 mil pessoas.

## Títulos
Municipais
- Campeonato Municipal de Serra Preta

2000, 2005, 2008, 2009, 2012, 2016 e 2022
Estaduais
- InterCopa

1992